# 青藤书屋
青藤书屋位于浙江省绍兴市越城区前观巷大乘弄10号，是中国明代著名书画家、文学家徐渭的诞生地和读书处，因此也成为青藤画派的起源地，明末著名画家陈洪绶也曾寓居于此。2006年，与徐渭墓一同列入第六批全国重点文物保护单位。